# Cinemática estelar
En astronomía, la cinemática estelar es el estudio observacional o la medición de la cinemática o los movimientos de las estrellas a través del espacio.
La cinemática estelar abarca la medición de las velocidades de las estrellas en la Vía Láctea y sus satélites, así como la cinemática interna de galaxias más distantes. La medición de la cinemática de estrellas en diferentes subcomponentes de la Vía Láctea, incluido el disco delgado, el disco grueso, el bulbo galáctico y el halo estelar, proporciona información importante sobre la formación y la historia evolutiva de nuestra galaxia. Las mediciones cinemáticas también pueden identificar fenómenos exóticos como estrellas de hipervelocidad que escapan de la Vía Láctea, que se interpretan como el resultado de encuentros gravitacionales de estrellas binarias con el agujero negro supermasivo en el centro de la galaxia.
La cinemática estelar está relacionada, pero es distinta, al tema de la dinámica estelar, que comprende el estudio teórico o el modelado de los movimientos de las estrellas bajo la influencia de la gravedad. Los modelos dinámicos estelares de sistemas tales como galaxias o cúmulos de estrellas a menudo se comparan o prueban con datos cinemáticos estelares para estudiar su historia evolutiva y distribuciones de masa, y para detectar la presencia de materia oscura o agujeros negros supermasivos a través de su influencia gravitacional en las órbitas de las estrellas.

## Velocidad espacial

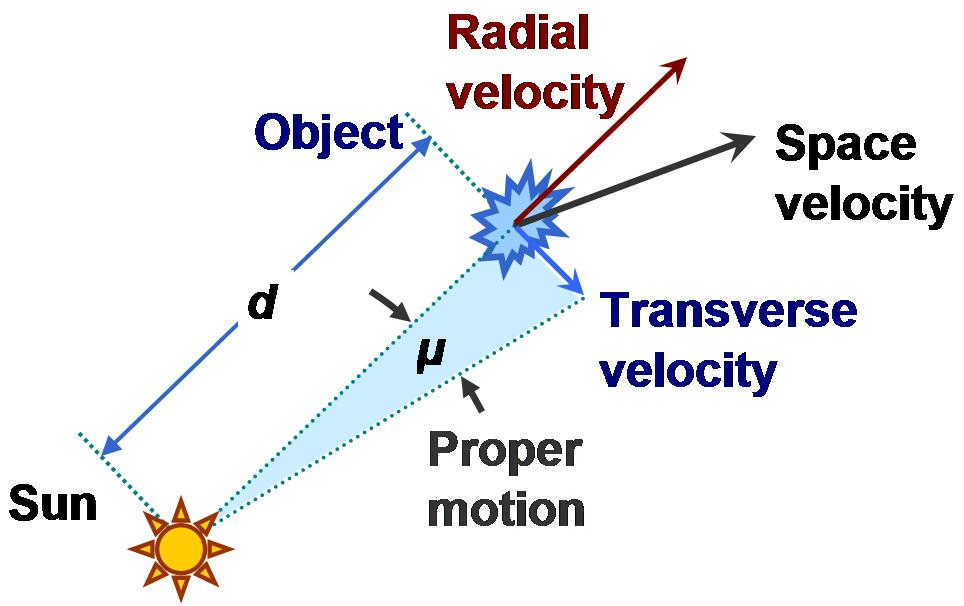
Relación entre el movimiento propio y los componentes de velocidad de un objeto. En el momento de la emisión, el objeto estaba a una distancia d del Sol y se movía a una velocidad angular μ radianes/s, es decir, μ = v _{t} / d con v_{t} = la componente de la velocidad transversal a la línea de visión desde el Sol. (El diagrama ilustra un ángulo μ barrido en unidad de tiempo a una velocidad tangencial v_{t} .)

El componente del movimiento estelar hacia o desde el Sol, conocido como velocidad radial, se puede medir a partir del cambio del espectro causado por el efecto Doppler. El movimiento transversal debe encontrarse tomando una serie de determinaciones posicionales contra objetos más distantes. Una vez que se determina la distancia a una estrella a través de medios astrométricos como el paralaje, se puede calcular la velocidad espacial. Este es el movimiento real de la estrella en relación con el Sol o el sistema de reposo local(SRL). Este último se toma típicamente como una posición en la ubicación actual del Sol que sigue una órbita circular alrededor del Centro Galáctico a la velocidad media de las estrellas cercanas con dispersión de baja velocidad. El movimiento del Sol con respecto al SRL se denomina "movimiento solar peculiar".
Los componentes de la velocidad espacial en el sistema de coordenadas galáctico de la Vía Láctea son generalmente designados U, V, y W, dados en km/s, con U positivo en la dirección del centro galáctico, V positivo en la dirección de rotación galáctica, y W positivo en la dirección del Polo Norte Galáctico. El movimiento peculiar del Sol con respecto al SRL es
(U, V, W) = (11,1, 12,24, 7,25) km/s,
con incertidumbre estadística (+ 0,69-0,75, + 0,47-0,47, + 0,37-0,36) km/s y incertidumbre sistemática (1, 2, 0,5) km/s. (Tenga en cuenta que V es 7 km/s mayor que lo estimado en 1998 por Dehnen et al. )

## Uso de mediciones cinemáticas
La cinemática estelar proporciona información astrofísica importante sobre las estrellas y las galaxias en las que residen. Los datos de la cinemática estelar combinados con el modelado astrofísico producen información importante sobre el sistema galáctico en su conjunto. Las velocidades estelares medidas en las regiones más internas de las galaxias, incluida la Vía Láctea, han proporcionado evidencia de que muchas galaxias albergan agujeros negros supermasivos en su centro. En regiones más lejanas de las galaxias, como dentro del halo galáctico, las mediciones de velocidad de los cúmulos globulares que orbitan en estas regiones de halo de galaxias proporcionan evidencia de materia oscura. Ambos casos se derivan del hecho clave de que la cinemática estelar puede estar relacionada con el potencial general en el que las estrellas están vinculadas. Esto significa que si se realizan mediciones cinemáticas estelares precisas para una estrella o grupo de estrellas que orbitan en una determinada región de una galaxia, se puede inferir el potencial gravitacional y la distribución de masa dado que el potencial gravitacional al que está unida la estrella produce su órbita y sirve como impulso para su movimiento estelar. Ejemplos de uso de cinemática combinada con modelado para construir un sistema astrofísico incluyen:
- Rotación del disco de la Vía Láctea : a partir de los movimientos propios y las velocidades radiales de las estrellas dentro del disco de la Vía Láctea, se puede demostrar que existe una rotación diferencial. Al combinar estas medidas de los movimientos propios de las estrellas y sus velocidades radiales, junto con un modelado cuidadoso, es posible obtener una imagen de la rotación del disco de la Vía Láctea. El carácter local de la rotación galáctica en la vecindad solar está encapsulado en las constantes de Oort.[6][7][8]
- Componentes estructurales de la Vía Láctea : utilizando la cinemática estelar, los astrónomos construyen modelos que buscan explicar la estructura galáctica general en términos de distintas poblaciones cinemáticas de estrellas. Esto es posible porque estas poblaciones distintas a menudo se encuentran en regiones específicas de galaxias. Por ejemplo, dentro de la Vía Láctea, hay tres componentes principales, cada uno con su propia cinemática estelar distinta: el disco , el halo y la protuberancia o barra . Estos grupos cinemáticos están estrechamente relacionados con las poblaciones estelares de la Vía Láctea, formando una fuerte correlación entre el movimiento y la composición química, lo que indica diferentes mecanismos de formación. Para la Vía Láctea, la velocidad de las estrellas del disco es {\displaystyle \mathrm {V} =220~\mathrm {km} ~\mathrm {s} ^{-1}} y una velocidad RMS (media cuadrática) relativa a esta velocidad de {\displaystyle \mathrm {V_{RMS}} =50~\mathrm {km} ~\mathrm {s} ^{-1}}. Para las estrellas de población abultada, las velocidades se orientan aleatoriamente con una velocidad RMS relativa mayor de {\displaystyle \mathrm {V_{RMS}} =150~\mathrm {km} ~\mathrm {s} ^{-1}} y sin velocidad circular neta.[9] El halo estelar galáctico está formado por estrellas con órbitas que se extienden hasta las regiones exteriores de la galaxia. Algunas de estas estrellas orbitarán continuamente lejos del centro galáctico, mientras que otras estarán en trayectorias que las llevarán a distintas distancias del centro galáctico. Estas estrellas tienen poca o ninguna rotación promedio. Muchas estrellas de este grupo pertenecen a cúmulos globulares que se formaron hace mucho tiempo y, por lo tanto, tienen una historia de formación distinta, que se puede inferir de su cinemática y metalicidades pobres. El halo puede subdividirse además en un halo interno y externo, teniendo el halo interno un movimiento progrado neto con respecto a la Vía Láctea y el externo un movimiento retrógrado neto.[10]
- Galaxias externas : las observaciones espectroscópicas de las galaxias externas permiten caracterizar los movimientos masivos de las estrellas que contienen. Si bien estas poblaciones estelares en galaxias externas generalmente no se resuelven al nivel en el que se puede rastrear el movimiento de estrellas individuales (a excepción de las galaxias más cercanas), las mediciones de la cinemática de la población estelar integrada a lo largo de la línea de visión proporcionan información que incluye la media. velocidad y la dispersión de la velocidad que luego se pueden utilizar para inferir la distribución de masa dentro de la galaxia. La medición de la velocidad media en función de la posición proporciona información sobre la rotación de la galaxia, con distintas regiones de la galaxia que están desplazadas al rojo / azul.en relación con la velocidad sistémica de la galaxia.
- Distribuciones de masa : a través de la medición de la cinemática de objetos trazadores como los cúmulos globulares y las órbitas de galaxias enanas satélites cercanas, podemos determinar la distribución de masa de la Vía Láctea u otras galaxias. Esto se logra combinando mediciones cinemáticas con modelado dinámico.

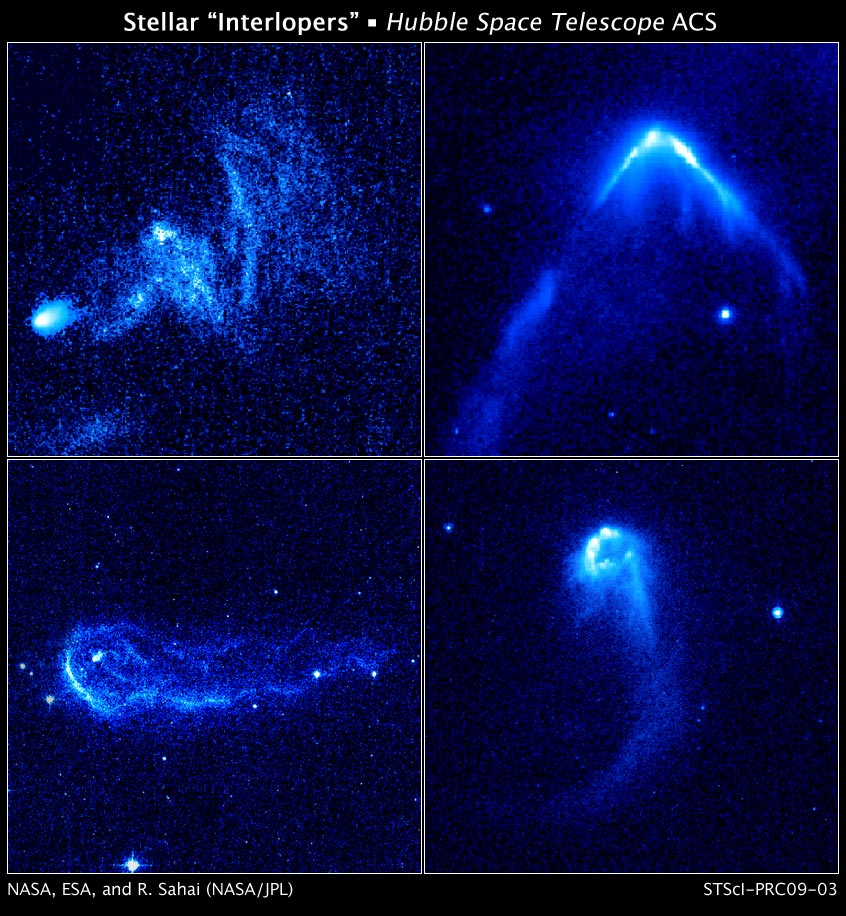
Cuatro estrellas fugitivas que se desplazan por regiones de gas interestelar denso, formando estelas de polvo interestelar. Las imágenes de las estrellas en estas fotos del telescopio espacial Hubble son 14 años más jóvenes de lo que son en realidad. Se tomaron entre octubre de 2005 y julio de 2006..

## Avances recientes debido a Gaia

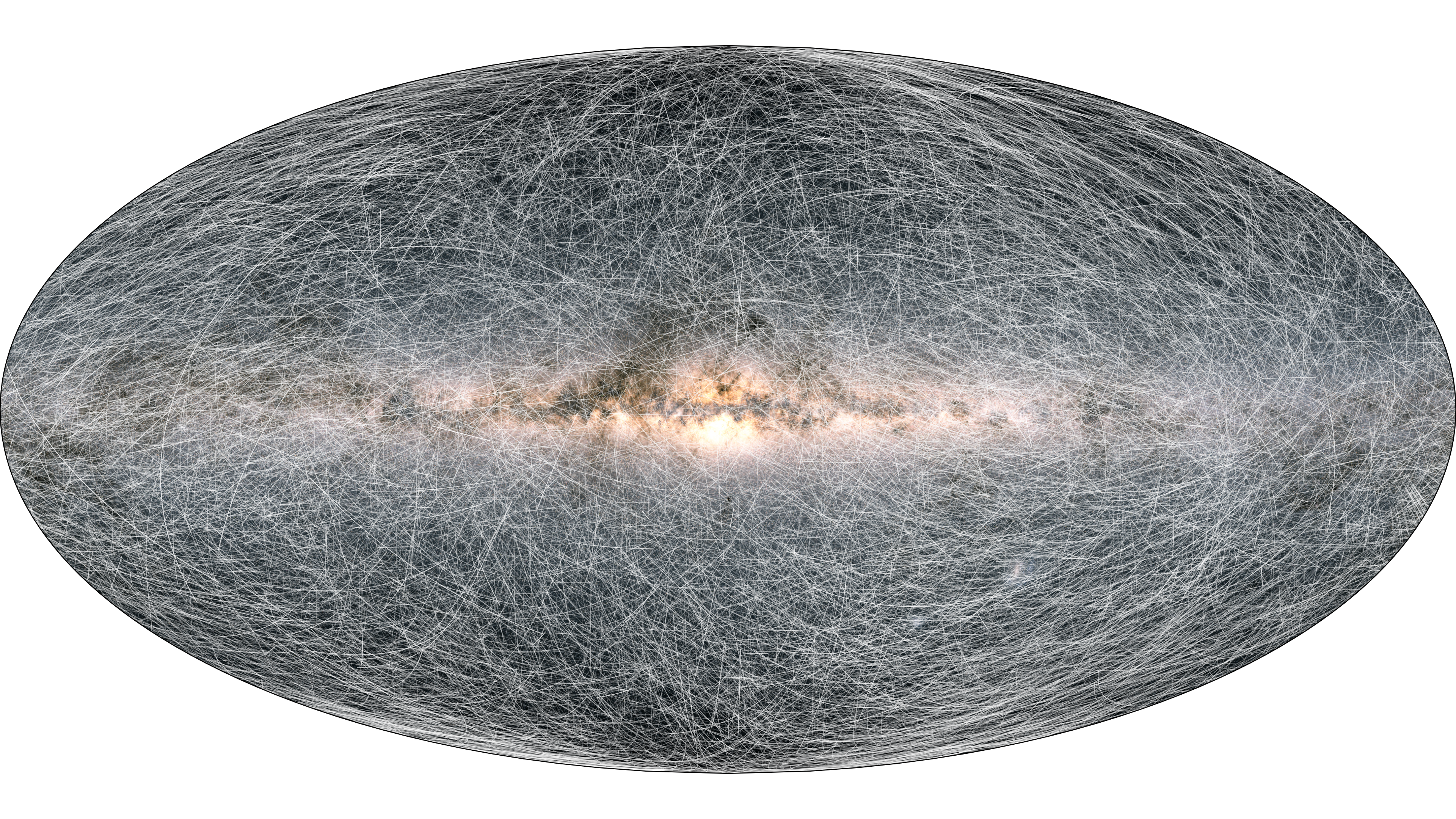
Movimiento esperado de 40 000 estrellas en los próximos 400 mil años, según lo determinado por Gaia EDR3.

En 2018, la publicación de la versión 2 de los datos de Gaia han producido una cantidad sin precedentes de mediciones cinemáticas estelares de alta calidad, así como mediciones de paralaje estelar que aumentarán en gran medida nuestra comprensión de la estructura de la Vía Láctea. Los datos de Gaia también han hecho posible determinar los movimientos propios de muchos objetos cuyos movimientos propios eran desconocidos anteriormente, incluidos los movimientos propios absolutos de 75 cúmulos globulares que orbitan a distancias de hasta 21 kpc. Además, también se han medido los movimientos propios absolutos de las galaxias enanas esferoidales cercanas, lo que proporciona múltiples trazadores de masa para la Vía Láctea. Este aumento en la medición precisa del movimiento propio absoluto a distancias tan grandes es una mejora importante con respecto a los estudios anteriores, como los realizados con el telescopio espacial Hubble.